# Dučići (Czarnogóra)
Dučići (cyr. Дучићи) – wieś w Czarnogórze, w gminie Podgorica. W 2011 roku liczyła 34 mieszkańców.